# Носов, Игорь Петрович
Игорь Петрович Но́сов (род. 3 мая 1962, Москва) — советский и российский фотокорреспондент и детский писатель, внук писателя Николая Носова.

## Биография
Родился 3 мая 1962 года в Москве, в семье фотокорреспондента ТАСС Петра Николаевича Носова (1931—2002), единственного сына детского писателя Николая Носова, который принимал большое участие в воспитании внука. Наблюдая за первыми годами его жизни, он выпустил книгу «Повесть о моём друге Игоре».
Игорь Носов получил высшее образование на факультете филологии в Российском университете дружбы народов. 
После службы в армии Игорь Носов трудился в качестве фотокорреспондента в информационном агентстве «ИТАР-ТАСС» и печатном издании «Новости».

## Творчество и издательская деятельность
Первые рассказы о Незнайке Игорь Носов создал в 2000-2001 гг.
«Сначала было написано 5 рассказов, где фигурировал Незнайка. Потом появился сборник „Остров Незнайки“, куда вошло 10 рассказов. Потом в сборнике стало 20 рассказов. Через несколько лет вышло еще 2 рассказа. И еще через год-два – повесть „Путешествие Незнайки в Каменный город“».
В 2015–2017 гг. по инициативе Игоря Носова были изданы книжки-комиксы о приключениях Пети Рыжика с иллюстрациями И.Семëнова - основателя и первого главного редактора детского журнала «Весёлые картинки». 

## Произведения
- Где ночует солнышко? (2015)
- Женькин клад (рассказы) (2011)
- Сказки для малышей (2018)
- Видно, переучился (сборник) (2006)
- Рассказы о Незнайке (2018)
- Как Незнайка сломал автомобиль (2002)
- Остров Незнайки (2005)
- Путешествие Незнайки в каменный город (2005)
- Незнайка учится (2016)
- Новые приключения Незнайки (2012)
- Как Незнайка дрессировал лягушек (2005)
- Петя Рыжик на Северном полюсе (илл. И. Сёменов)
- Петя Рыжик на Луне (илл. И. Сёменов) (2015)

## Защита авторского права на произведенияНиколая Носова

### Иск к ЗАО «Эгмонт Россия ЛТД»
В 2003 г. Игорь Носов подал в Тверской районный суд г. Москвы иск о защите принадлежащего ему авторского права к ЗАО «Эгмонт Россия ЛТД», которое тиражировало и распространяло издания с использованием названий произведений Николая Носова, а также имен персонажей из этих книг.
03.10.2003 г. суд в удовлетворении иска Игорю Носову отказал. 
Однако 02.03.2004 г. определением Судебной коллегии по гражданским делам Мосгорсуда решение суда первой инстанции было отменено, дело направлено на новое рассмотрение. 
01.06.2004 г. Тверской районный суд при повторном рассмотрении взыскал с ЗАО «Эгмонт Россия ЛТД» в пользу истца компенсацию за нарушение авторского права в размере 700 000 руб. 

### Иск к ООО «ЦДМ»
В 2018 г. Игорь Носов заявил иск о защите исключительного права в Арбитражный суд г. Москвы к «Цирку Чудес» (ООО «ЦДМ») в связи с использованием в цирковой программе персонажей произведений Николая Носова.
В рамках дела № А40-812164/2018 между сторонами было заключено мировое соглашение, по которому цирк выплатил Игорю Носову компенсацию в размере 250 000 руб.

### Иск к ООО «Особая книга» и ООО «Лабиринт.ру»
В 2019 г. Игорь Носов по иску о защите авторского права на произведения Николая Носова к ООО «Особая книга» и ООО «Лабиринт.ру» взыскал с ответчиков компенсацию в размере 630 000 руб. (дело № А40-23933/2019).

## Личная жизнь
Женат на Лилии Сергеевне Носовой. У них четверо детей: Иван (1989 — 2014), Пётр, Анастасия и Варвара.